# Élections générales espagnoles de 2015 dans les Asturies
Les élections générales espagnoles de 2015 (en espagnol : Elecciones generales de España de 2015) se sont tenues le dimanche 20 décembre 2015 afin d'élire les 350 députés et 208 des 266 sénateurs de la XIe législature des Cortes Generales. 8 députés sont élus dans les Asturies.

## Résultats

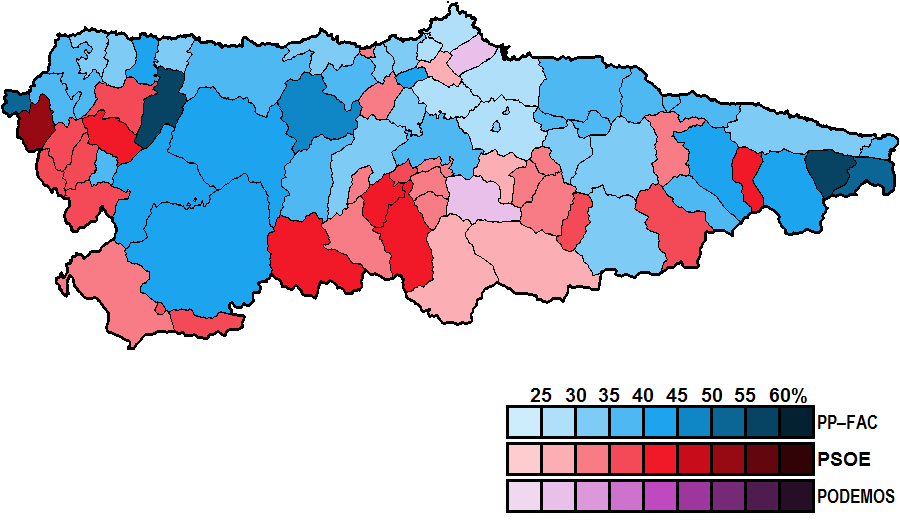
Résultats par commune.

| Parti                  | Parti                                                   | Voix    | %     | +/-   | Sièges | +/-           |
| ---------------------- | ------------------------------------------------------- | ------- | ----- | ----- | ------ | ------------- |
|                        | Liste commune PP-Foro                                   | 187 568 | 30,11 | 19,97 | 3      | 1             |
|                        | Parti socialiste ouvrier espagnol (PSOE)                | 145 113 | 23,29 | 6,05  | 2      | 1             |
|                        | Podemos                                                 | 132 984 | 21,35 | Nv.   | 2      | 2             |
|                        | Ciudadanos (Cs)                                         | 84 464  | 13,56 | Nv.   | 1      | 1             |
|                        | Liste commune IU-IAS-UP                                 | 52 583  | 8,44  | 4,80  | 0      | 1             |
|                        | Parti animaliste contre la maltraitance animale (PACMA) | 4 555   | 0,73  | 0,39  | 0      | en stagnation |
|                        | Union, progrès et démocratie (UPyD)                     | 3 855   | 0,62  | 3,29  | 0      | en stagnation |
|                        | Sièges en blanc (EB)                                    | 1 869   | 0,30  | 0,10  | 0      | en stagnation |
|                        | Vox                                                     | 1 715   | 0,28  | Nv.   | 0      | en stagnation |
|                        | Parti communiste des peuples d'Espagne (PCPE)           | 1 240   | 0,20  | 0,01  | 0      | en stagnation |
|                        | Recortes Cero-Grupo Verde (RC-GV)                       | 1 038   | 0,17  | Nv.   | 0      | en stagnation |
|                        | Parti humaniste (PH)                                    | 392     | 0,06  | 0,02  | 0      | en stagnation |
|                        | Vote blanc                                              | 5 591   | 0,90  | 0,43  |        |               |
|                        |                                                         |         |       |       |        |               |
| Suffrages exprimés     | Suffrages exprimés                                      | 622 967 | 99,17 |       |        |               |
| Votes nuls             | Votes nuls                                              | 5 233   | 0,83  |       |        |               |
| Total                  | Total                                                   | 628 200 | 100   | -     | 8      | en stagnation |
| Abstention             | Abstention                                              | 356 887 | 36,23 |       |        |               |
| Inscrits/Participation | Inscrits/Participation                                  | 985 087 | 63,77 |       |        |               |